# Lophanthus ouroumitanensis
Lophanthus ouroumitanensis là một loài thực vật có hoa trong họ Hoa môi. Loài này được (Franch.) Kochk. & Zuckerw. mô tả khoa học đầu tiên năm 1986.